# Beggars Banquet Records
Beggars Banquet — английский инди-лейбл, образованный в 1977 году Мартином Миллзом и Ником Остином. Первым релизом лейбла стал сингл «Shadow» панк-группы The Lurkers; первый коммерческий успех компании принесли релизы Гэри Ньюмана.
Успех Beggars Banquet во многом связан с деятельностью дочерних компаний Situation Two и 4AD Records, где записывались такие исполнители, как Southern Death Cult (позже The Cult), The Charlatans, Red Lorry Yellow Lorry, Play Dead, The Pixies, Cocteau Twins, M/A/R/R/S. Другой филиал, XL Recordings, специализировался на танцевальной и электронной музыке (The Prodigy, Lemon Jelly, Basement Jaxx и др.)
XL Recordings, Rough Trade Records, Mantra Records, Mo'Wax Records, Locked On Records, Matador Records, Too Pure и Wiiija в настоящий момент входят в состав Beggars Group, самой большой и влиятельной ассоциации независимых лейблов Великобритании, председателем которой по-прежнему является Мартин Миллз.
На Beggars Banquet в разное время записывались:

| - Bauhaus - The Beekeepers - Bettie Serveert - Biffy Clyro - The Blue Airplanes - The Bolshoi - Bowery Electric - Buffalo Tom - Calla - Chrome - Энни Кларк - The Cult - Dead Fly Buchowski - Devastations - Died Pretty | - Dream City Film Club - The Early Years - The Fall - Fields of the Nephilim - Film School - Flipper - Gene Loves Jezebel - The Go-Betweens - The Icicle Works - The London Apartments - Loop - Love and Rockets - Luna - The Lurkers | - Main - Mark Lanegan Band - Mercury Rev - The National - Гэри Ньюман - Oceansize - The Ramones - The Strokes - St. Vincent - Swell - Sun Dial - Terminal Power Company - Tindersticks - Voxtrot |  |